# 派恩維爾 (北卡羅萊納州)
派恩維爾（英語：Pineville）是一個位於美國北卡羅萊納州梅克倫堡縣的城鎮。

## 人口
根據2020年美國人口普查的數據，派恩維爾的面積為17.29平方千米，當中陸地面積為17.20平方千米，而水域面積為0.09平方千米。當地共有人口10602人，而人口密度為每平方千米613人。